# 東京都道317號環狀六號線
東京都道317號環狀六號線是日本東京品川區至板橋區的一條主要地方道（都道）。此道路通稱為「山手通」（一部區域「舊山手通」）。目黑區大橋至熊野町交岔點付近，首都高速道路中央環狀新宿線的山手隧道即沿著山手通地底鋪設，由豐島區一路延伸至目黑區。

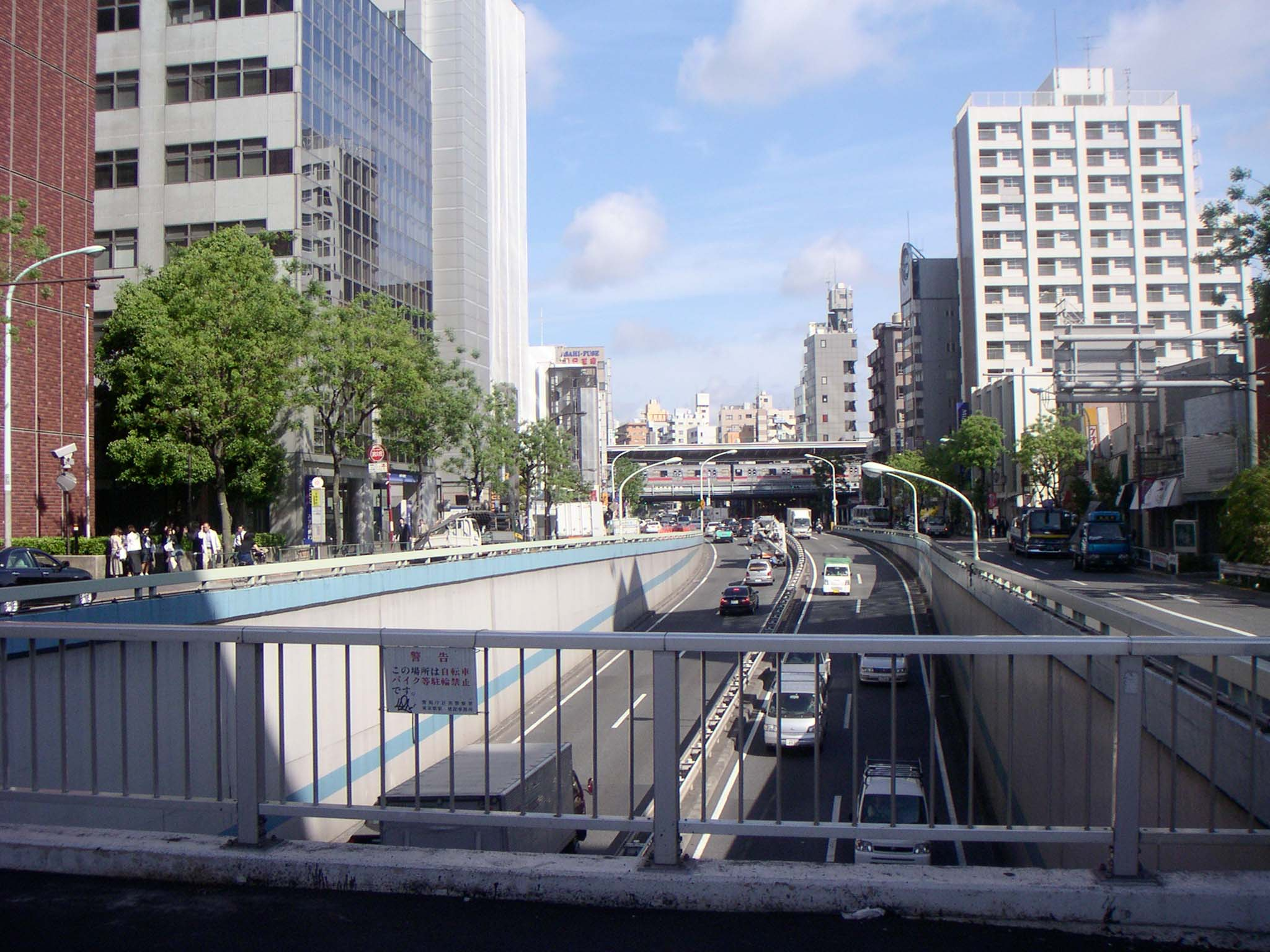
中目黑陸橋至中目黑站。前面為駒澤通

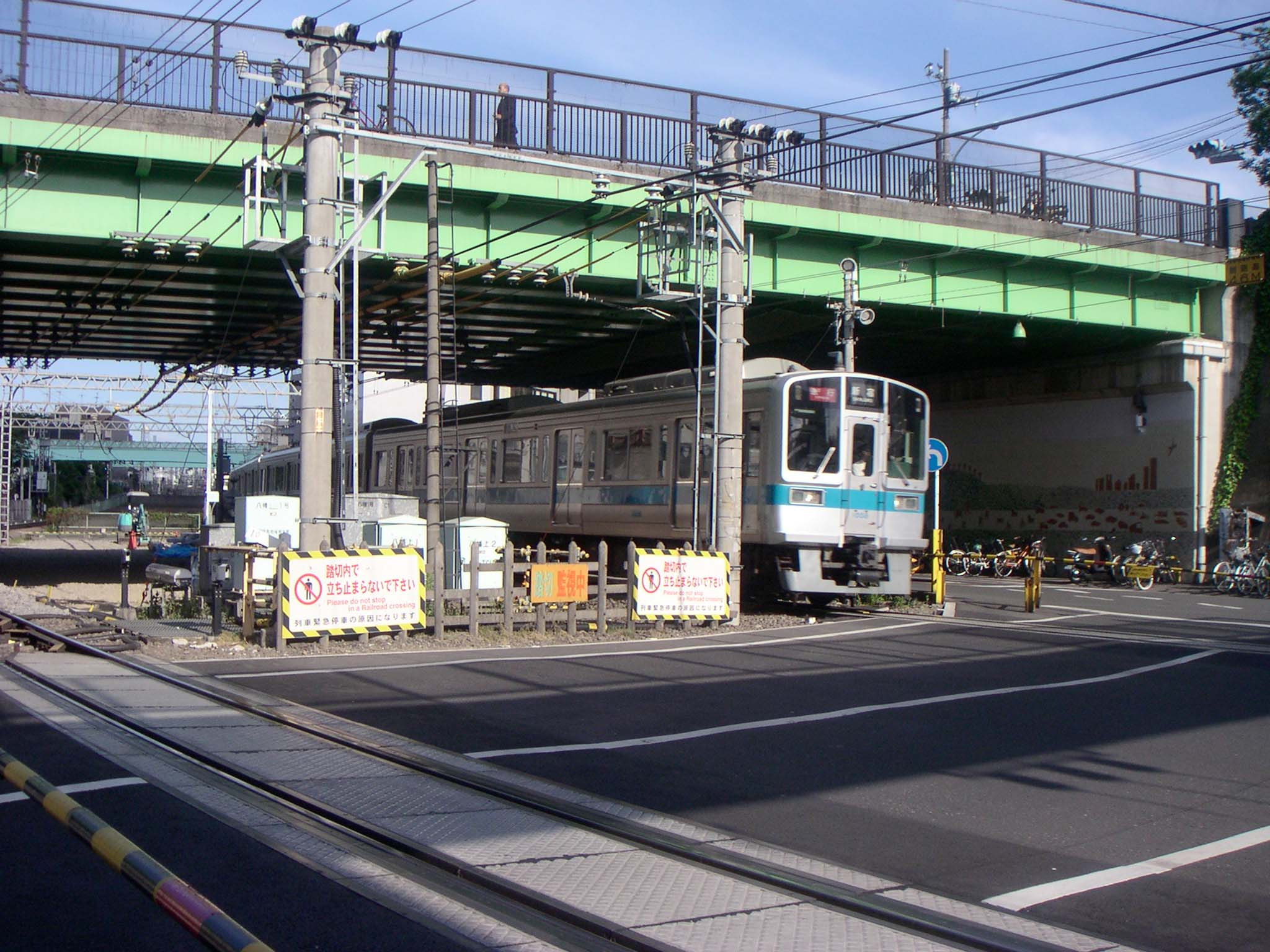
山手通陸橋及正進入代代木八幡站的小田急線上列車

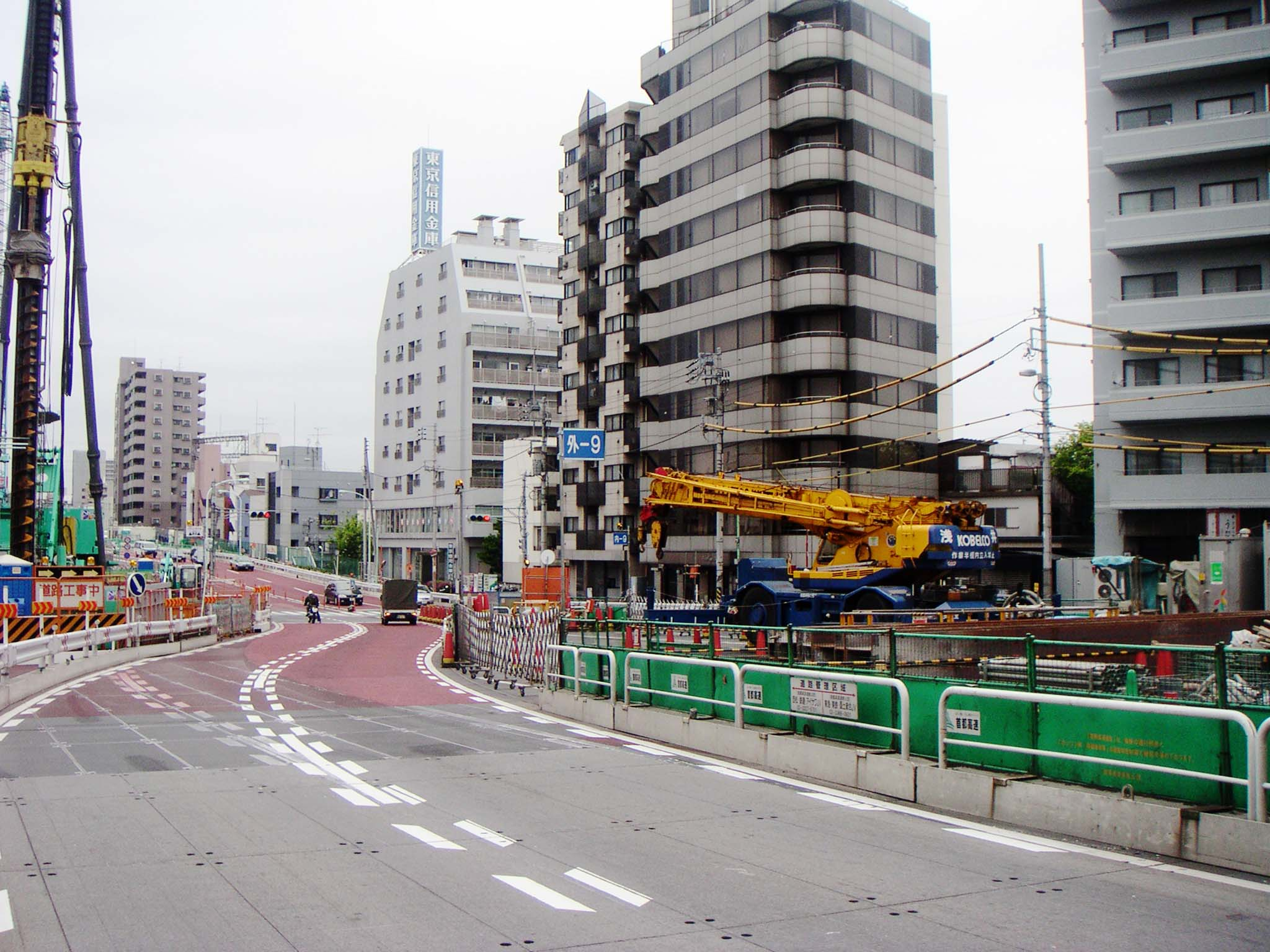
首都高速道路中央環狀線工程進行中，都營大江戶線中井站附近

## 通過的自治體
- 東京都
  - 品川區
  - 目黑區
  - 澀谷區
  - 中野區
  - 新宿區
  - 豐島區
  - 板橋區

## 支線
- 大崎廣小路交岔點～新八山橋交岔點（通稱Sony通）
- 澀目陸橋～神泉～鎗崎交岔點～中目黑立體交岔點（舊山手通）

## 交岔點與交岔道路
北向
仲宿（なかじゅく）中山道（國道17號）及東京都道420號鮫洲大山線

　　|

熊野町 川越街道（國道254號）

　　|

要町1丁目 要町通（東京都道441號池袋谷原線）

　　|

南長崎1丁目 目白通（東京都道8號千代田練馬田無線）

　　|

中落合2丁目 新目白通（東京都道8號千代田練馬田無線）

　　|

上落合2丁目 早稻田通（東京都道・埼玉縣道25號飯田橋石神井新座線）

　　|

宮下 大久保通（東京都道433號神樂坂高圓寺線）

　　|

中野坂上 青梅街道（東京都道・埼玉縣道4號東京所澤線及東京都道5號新宿青梅線）

　　|

清水橋 方南通（東京都道432號淀橋澀谷本町線及東京都道14號新宿國立線）

　　|

西新宿4丁目 水道道路（東京都道431號角筈和泉町線）

　　|

初台 甲州街道（國道20號）

　　|

富谷 井之頭通（東京都道413號赤坂杉並線）

　　|

神山 航研通

　　|

澀目陸橋 旧山手通

　　|

松見坂 淡島通（東京都道423號澀谷經堂線）

　　|

大坂橋 國道246號

　　|

中目黒立體交差 駒澤通（東京都道416號古川橋二子玉川線）

　　|

大鳥神社 目黒通（東京都道312號白金台町等等力線）

　　|

大崎郵便局前 放射2號線（東京都道418號北品川四谷線）

　　|

西五反田1丁目 國道1號

　　|

大崎広小路 中原街道（東京都道・神奈川縣道2號東京丸子横濱線）

　　|

北品川2丁目 第一京濱（國道15號）

　　|

東品川1丁目 舊海岸通（東京都道316號日本橋芝浦大森線）

　　|

天王洲isle 東京都道480號品川埠頭線及海岸通（東京都道316號日本橋芝浦大森線）

## 其他
- 澀目陸橋，是澀谷區與目黑區橫跨的陸橋，取兩區的頭一個文字併成澀目陸橋名稱。
- 菅刈陸橋的菅刈，地名由來於地域的歷史。
- 車道數目為每方向2車道。在澀目陸橋北側，中央環狀新宿線完成後將增設停車帶。

## 關連項目
- 東京都道一覽